# Wóz Ewakuacji Medycznej „Rosomak WEM”
Wóz Ewakuacji Medycznej „Rosomak WEM” – polski transporter opancerzony zaprojektowany i produkowany przez Rosomak SA, na zmodernizowanym, bazowym podwoziu KTO Rosomak 8×8. Przeznaczony do udzielania pierwszej pomocy medycznej, resuscytacji i stabilizacji czynności życiowych w rejonach zagrożenia oraz ewakuacji najciężej rannych do strefy, gdzie możliwe jest lądowanie śmigłowców ratownictwa medycznego, które następnie transportują poszkodowanych do szpitali polowych.

## Historia
Wóz Ewakuacji Medycznej został zaprojektowany dla zabezpieczenia medycznego pododdziałów bojowych Polskiego Kontyngentu Wojskowego w Afganistanie. W lutym 2006 roku Rosomak S.A., we współpracy z AMZ-Kutno, rozpoczął opracowywanie prototypu. Przeprowadzona analiza postawionych wymagań wykazała, że w standardowym kadłubie Rosomaka nie ma odpowiedniej ilości miejsca dla sprzętu i zapewnienia warunków pracy ratowników medycznych. Wymusiło to konieczność powiększenia podwozia z jednoczesnym zapewnieniem warunku wymaganej przez wojsko pływalności. W sierpniu 2006 roku zaprezentowano MON demonstrator wozu ewakuacji medycznej. Ze stropu, środkowej i tylnej części kadłuba pojazdu bazowego usunięto część płyt, niebędących elementami nośnymi konstrukcji transportera, i wykonano nadbudówkę – węższą od kadłuba wozu. Na nadbudówce zamontowano dodatkowy pojemnik na wyposażenie obserwacyjne i oświetleniowe. W czerwcu 2007 roku zatwierdzono plan takiej przebudowy dla 33 pojazdów bazowych. W tym samym roku powstał drugi, ulepszony prototyp, w którym zdemontowano całą centralną płytę stropową kadłuba, co pozwoliło na wykonanie nadbudowy o szerokości kadłuba i powiększenie przedziału sanitarnego. Tak przebudowany pojazd przeszedł pozytywne próby i testy zatwierdzone orzeczeniem wojska, dopuszczającym wóz do produkcji seryjnej. Sześć pierwszych wozów sanitarnych, zamówionych w grudniu 2007 roku, odebrano w roku następnym. W 2008 roku została opracowana ostateczna wersja z docelowym wariantem nadbudowy.
W latach 2007–2011 wyprodukowano łącznie 37 wozów w wersji pierwotnej i zmodernizowanej, które uczestniczyły m.in. w polskich misjach wojskowych w Czadzie i Afganistanie. Umowa z 2023 roku na kolejne 29 wozów ewakuacji medycznej przewiduje dostawy pojazdów w latach 2024–2026.

## Konstrukcja i wyposażenie
Pojazd jest wyższy od pojazdu bazowego – wysokość przedziału sanitarnego wynosi ok. 190 cm – powstał przez usunięcie stropowych płyt środkowej i tylnej części kadłuba oraz zbudowanie w tym miejscu nowej nadbudówki z powiększonymi równocześnie tylnymi drzwiami. Poziom opancerzenia nowych elementów kadłuba jest analogiczny w stosunku do wersji bazowej (część wozów została dodatkowo opancerzona). Nadbudówka została osłonięta polskimi panelami pancernymi, wóz posiada wszystkie walory typowe dla pojazdu Rosomak, jak: mobilność, pływalność, możliwości transportu oraz stopień ochrony. Podwyższenie kadłuba pojazdu bazowego zapewnia możliwość szybkiej ewakuacji rannych oraz wygodną i ergonomiczną pracę personelu medycznego. Zmianą odróżniającą obecne pojazdy od poprzedniej wersji jest zmodernizowany system obserwacji i poszukiwania rannych, opracowany przez Grupę WB Electronics. System składa się z kamery dziennej, kamery termowizyjnej, 8 reflektorów fluoroscencyjnych zamontowanych na teleskopowym, hydraulicznie podnoszonym maszcie umieszczonym po lewej stronie przedniej części nadbudówki. Posiada system łączności wewnętrznej Fonet z radiostacjami indywidualnymi, radiostację i terminal dowódcy. Standardowym wyposażeniem jest także układ nawigacji inercyjnej z odbiornikiem systemu satelitarnego GPS. Jest wyposażony w niezależny system ogrzewania i klimatyzacji, systemy: przeciwpożarowy i przeciwwybuchowy, obrony przed bronią masowego rażenia oraz ostrzegania i samoosłony Obra-3.
Wyposażenie przedziału medycznego składa się z wysuwanych hydraulicznie noszy, ławki dla rannych siedzących, noszy podbierakowych i drążkowych, instalacji tlenowej z gniazdami tlenowymi typu panelowego z punktami poboru, szybkozłączami i maskami tlenowymi, ogrzewaczy płynów infuzyjnych, defibrylatora, plecaków medycznych z wyposażeniem, torby reanimacyjnej, uchwytów do mocowania kroplówek, gniazda elektrycznego do podłączenia sprzętu medycznego, szyny unieruchamiającej, desek ortopedycznych, kołnierzy ortopedycznych. Posiada zainstalowane urządzenia do odkażania i dezaktywacji.
Przewozi trzech rannych na noszach i trzech siedzących. Załoga pojazdu składa się z dowódcy wozu, podoficera sanitarnego, dwóch sanitariuszy i kierowcy–mechanika.

## Dane operacyjne
- Długość całkowita: 7960 ± 50 mm,
- Szerokość: 2900 ± 50 mm ,
- Wysokość (system poszukiwań – maszt złożony): 3360 ± 50 mm,
- Masa pojazdu: 22,5 ton,
- Prędkość maksymalna: 100 km/h,
- Zasięg operacyjny: 500 – 700 km[5].

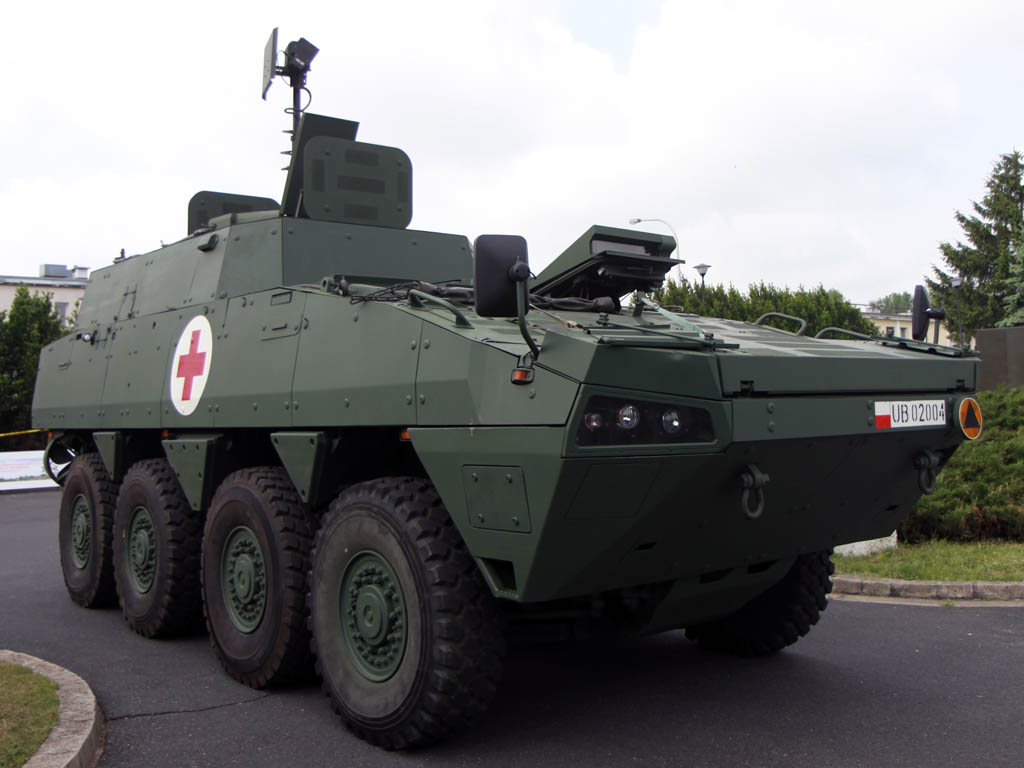
Rosomak WEM I wersja
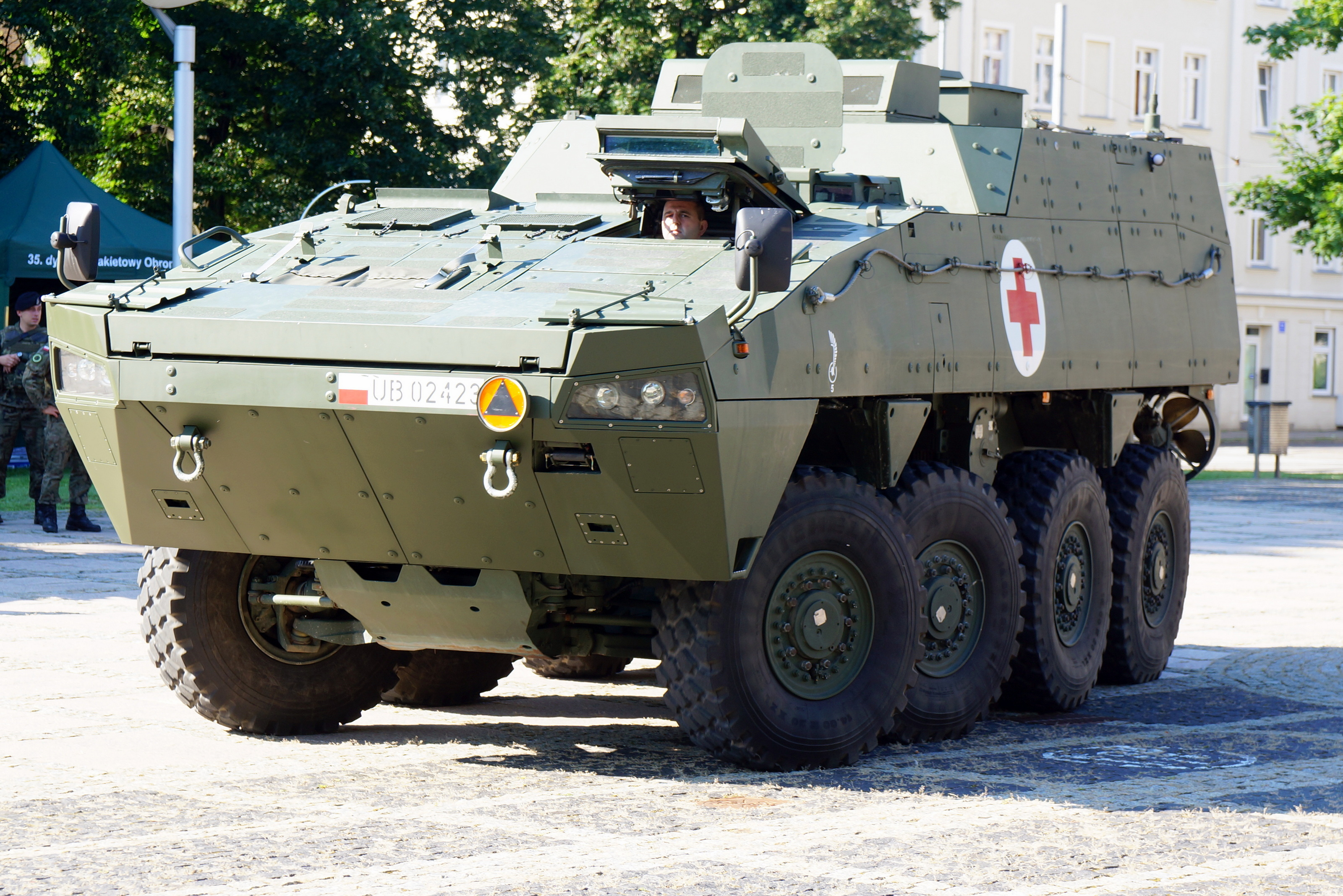
Rosomak WEM II wersja
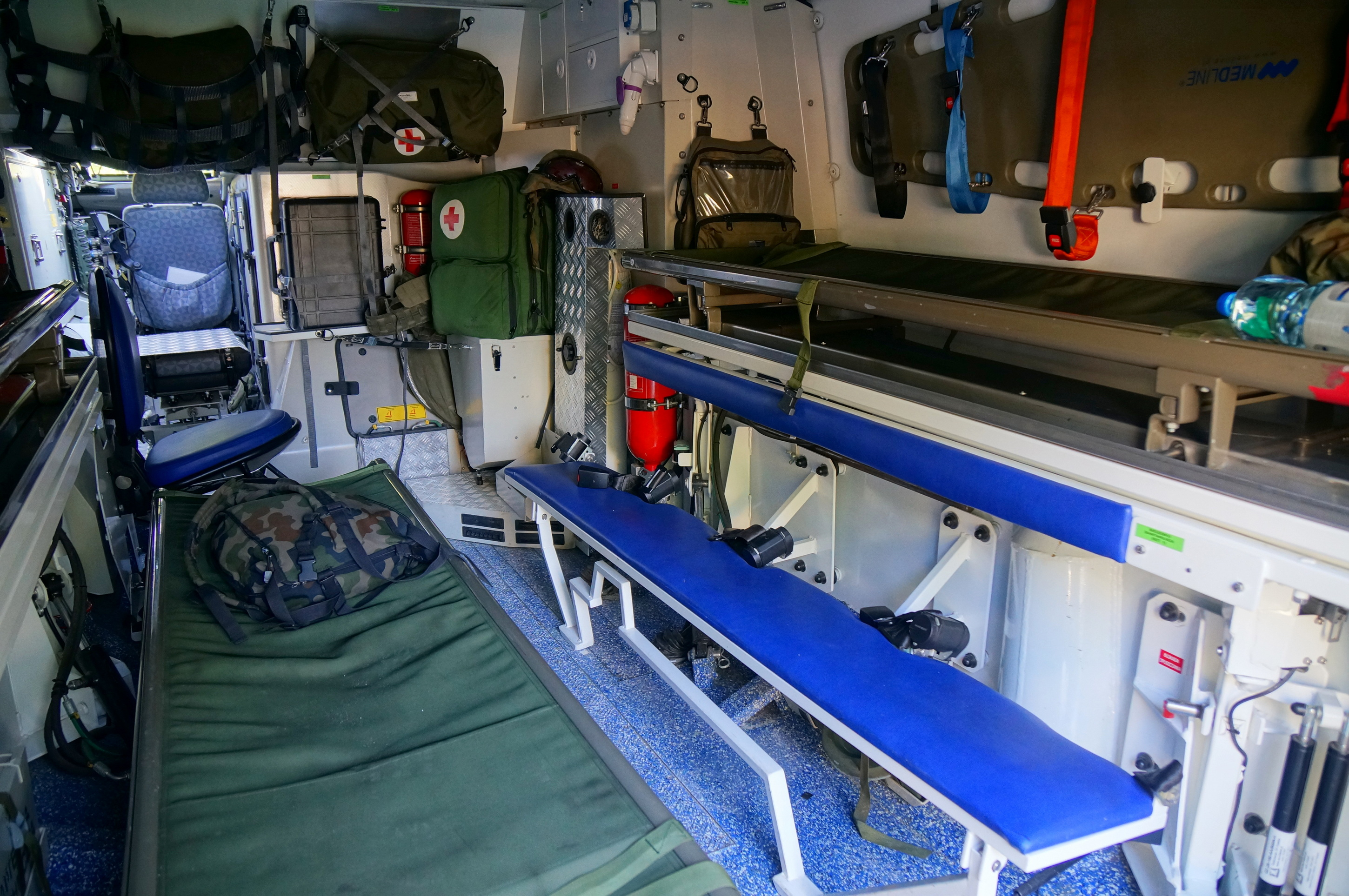
Przedział ewakuacyjny

## Użytkownicy
- Polska
- Ukraina - (prawdopodobnie) która w kwietniu 2023 roku zamówiła 200 sztuk KTO Rosomak (na początku zamówienie obejmowało 100 sztuk jednak po kilku dniach zostało powiększone)[14][15].